# Shorea polyandra
Shorea polyandra (tiếng Anh thường gọi là Yellow Meranti) là một loài của thực vật thuộc họ Dipterocarpaceae. Loài này có ở Indonesia và Malaysia.